# Oficer (żeglarstwo)
Uzasadnienie: brak sensownych kryteriów odróżniających oficera jachtu od oficera innego statku, dużo OR etc.
Oficer – w żeglarstwie osoba funkcyjna na jachcie. Jeśli bywa wyznaczana (co nie jest obligatoryjne) – zakres obowiązków i kwalifikacje zależą od wymagań armatora lub kapitana jachtu (żaglowca).
Dawniej w polskim żeglarstwie oficerowie byli wyznaczani podczas każdego rejsu morskiego. Do obowiązków oficera należało prowadzenie jachtu (z członkami swojej wachty) podczas swej służby. Powierzenie funkcji oficerskich było obowiązkowe, a wymagania stawiane osobom je pełniącym były ściśle określone.
Obowiązki oficera na żaglowcach podlegających konwencji STCW opisano w artykule Oficer (żegluga).

## Oficerowie w polskim żeglarstwie obecnie
Obecnie funkcja zwyczajowa, bowiem pojęcie i obowiązki oficera wprowadza konwencja STCW i ona określa również dokumenty, jakie oficer ma posiadać, jednak w stosunku do łodzi przyjemnościowych (pleasure vessels) konwencja się nie wypowiada. Kodeks morski i Ustawa o kulturze fizycznej definiują pojęcia kapitana, natomiast nie odnoszą się nijak do funkcji oficerskich. W związku z tym nazewnictwo funkcji, zakresy obowiązków itd. są obecnie sprawą wyłącznie zwyczajową, wynikającą z tradycji czy przyjętych przez kapitana, armatora jachtu zasad.

## Oficerowie w polskim żeglarstwie dawniej
Nazwy funkcji oficerskich i zakres ich obowiązków wywodzą się z dokumentu pt. Regulamin służby morskiej statku sportowego, zarzuconego w latach 80. XX wieku, ówczesnego systemu patentów żeglarskich oraz instrukcji PZŻ.
Oficer był osobą prowadzącą jacht, żaglowiec jest to również dowodzący wachtą na jachcie i prowadzący jacht w czasie trwania swej wachty (dyżuru).
Najczęściej na jachtach wyznaczano trzech oficerów:
- Pierwszy oficer:
  - odpowiadał za nawigację, dokumenty jachtu, załatwianie spraw formalnych, środki łączności i środki ratunkowe. Ponadto zastępował kapitana i był zwierzchnikiem pozostałych oficerów, jeśli na jachcie nie wyznaczono zastępcy kapitana;
- Drugi oficer:
  - odpowiadał za aprowizację, higienę i porządek pod pokładem, apteczkę, wyposażenie kambuzowe;
- Trzeci oficer:
  - odpowiadał za żagle, liny, silnik, sprawy techniczne, sprawy związane z bezpieczeństwem statku.

### Kwalifikacje
Do pełnienia funkcji oficerskich niezbędne było posiadanie odpowiednich kwalifikacji oraz formalnych dokumentów. Zakres ich zmieniał się. Przykładowo w latach 1970-1980 do pełnienia funkcji
oficerskich (bez I oficera), w rejsach po Morzu Bałtyckim (do 10°E i 61°N), na jachtach żaglowych do 100 m² wymagano posiadania patentu sternika jachtowego z pełnymi uprawnieniami. Więcej: Dawne polskie stopnie żeglarskie.

### Obowiązki
Oficer, który pełnił służbę nazywany był oficerem wachtowym, w czasie żeglugi prowadził jacht, chyba że dowodzenie przejął kapitan (który z definicji zawsze jachtem dowodzi).
W czasie pełnienia wachty (morskiej, kotwicznej lub portowej) oficer wachtowy obowiązany był pełnić służbę zgodnie z poleceniem kapitana i wymogami dobrej praktyki morskiej i odpowiadał za:
1. okazywanie przez statek przepisowych znaków i świateł,
2. nadawanie wymaganych sygnałów akustycznych (spotkania ze statkami, mgła i ograniczona widzialność),
3. nadawanie w razie potrzeby sygnałów zwrócenia uwagi,
4. natychmiastowe wezwanie kapitana w razie pojawienia się nagłego niebezpieczeństwa i zaalarmowanie załogi,
5. prawidłowe prowadzenie zapisów w dzienniku jachtowym[3].

Podczas wachty morskiej oficer miał obowiązek prowadzić żeglugę odpowiednio do napędu statku i odpowiadał za:
1. utrzymanie odpowiedniej szybkości i stałej gotowości statku do wykonywania wszelkich niezbędnych manewrów,
2. prawidłowe sterowanie i wykonywanie manewrów,
3. stałe obserwowanie sytuacji na morzu,
4. prowadzenie nawigacji i określanie pozycji statku[4].

Obowiązki oficera wachtowego przy zdawaniu wachty (służby) były następujące:
1. określić na mapie pozycję (na godzinę zmiany wachty),
2. zapoznać obejmującego służbę z sytuacją statku na morzu i położeniem znaków, świateł nawigacyjnych i statków w zasięgu widoczności,
3. przekazać instrukcje kapitana co do dalszego toku służby i żeglugi,
4. zwrócić uwagę na okoliczności mogące mieć wpływ na dalszy bezpieczny przebieg żeglugi[5].